# Ochyrocera hamadryas
Ochyrocera hamadryas is een spinnensoort uit de familie Ochyroceratidae. De soort komt voor in Brazilië.